# Club Sportivo Ameliano
Maillots
Actualités
Le Club Sportivo Ameliano est un club paraguayen de football basé à Asuncion, dans le quartier de Virgen del Huerto. 

## Histoire
Le club est fondé en 1936 dans le quartier Villa Amelia à Asuncion où il a son terrain de jeu. Dans les années 70 le club s'installe dans le quartier de Virgen del Huerto.
En 1993, le club rentre dans le livre Guinness des records, lors du match du 1er juin en troisième division contre le Club General Bernardino Caballero (es) l'arbitre expulse 20 joueurs, c'est le match avec le plus grand nombre de cartons rouges.
Le club se retrouve dans la quatrième division et dernière division paraguayenne, lorsque celle-ci est créée en 1997. Le club fera ensuite plusieurs aller-retour entre les deux dernières divisions paraguayennes.
En 2020, le club est promu en deuxième division mais la saison n'est pas disputée à cause de la pandémie de Covid-19, en 2021 lors de sa première saison en deuxième division le club remporte les barrages de promotion et monte pour la première fois en première division.
En 2022, le Sportivo Ameliano termine le tournoi d'ouverture à l'avant dernière place puis le tournoi de clôture en milieu de tableau, mais crée la surprise cette année en remportant la Coupe du Paraguayainsi que la Supercoupe en battant le champion Club Olimpia. La victoire en Copa Paraguay qualifie le club en Copa Sudamericana 2023.

## Palmarès
- Championnat du Paraguay D3 (2) :
  - Champion : 1959 et 2019
- Coupe du Paraguay (1) :
  - Vainqueur : 2022
- Supercoupe du Paraguay (1) :
  - Vainqueur : 2022